# Mara slaništní
Mara slaništní (Dolichotis salinicola), dříve také mara zakrslá, je druh hlodavce příbuzný morčatům.
Je menším ze dvou druhů mar. Dosahuje délky do 50 cm a váží jen přibližně 2,5 kg, zatímco mara stepní váží 9 až 16 kg.
Místo drápů má nohy zakončené malými kopýtky. Jedná se o hustě osrstěný druh.
Březost trvá 77 dní. Po této době se rodí jedno až tři mláďata.
Živí se rostlinnou potravou.

## Výskyt
Mara slaništní se vyskytuje v Jižní Americe, konkrétně v oblasti Paraguaye, na severozápadě Argentiny a na jihu Bolívie.

## Chov v zoo
V zoo je chována vzácněji než mara stepní (Dolichotis patagonum). V rámci celé Evropy byla v září 2018 chována jen ve 25 zoo. Nejvíce v Německu, kde byla v tu dobu k vidění v devíti zařízeních. Počet chovatelů průběžně stoupá. V únoru 2022 byla dle databíze Zootierliste tato mara chována již v přibližně čtyřech desítkách evropských zoo včetně pěti českých. 
V Česku je úspěšným chovatelem Zoo Praha. Od roku 2015 chová tento druh také Zoo Jihlava a od roku 2017 rovněž Zoo Ostrava ve společné expozici s kondory havranovitými a karanči jižními. 
V roce 2019 odchovy ze Zoo Praha získala Zoo Olomouc, v roce 2020 Zoopark Zájezd u Kladna.
Na Slovensku jsou od roku 2018 odchovy ze Zoo Praha v Zoo Košice.

### Chov v Zoo Praha
Mara slaništní se v Zoo Praha prvně objevila v roce 1969. Tento druh byl chován nejprve jen krátce – do roku 1974/1976. v tomto rozmezí se narodilo 12 mláďat, z nichž ale jen některá přežila. Následně došlo k dlouhodobé přestávce v chovu tohoto jihoamerického druhu. Příchod nových zvířat se datuje až do roku 2012. V roce 2013 byla zaznamenána první novodobá mláďata. Od té doby se daří mary slaništní pravidelně úspěšně rozmnožovat i odchovávat. 10. září 2018 se narodilo v pořadí již 73. mládě od počátku novodobého chovu. Ke konci roku 2018 tak byla bilance 12 odchovaných mláďat za uplynulých dvanáct měsíců a 11 chovaných jedinců. V lednu 2019 se narodila další tři mláďata. Narození jednoho mláděte bylo zaznamenáno v březnu 2019 a hned čtyř mláďata následovala v červnu 2019. Další mládě přišlo na svět v září 2019. Dvě mláďata se narodila v listopadu 2019 a další následovalo v únoru 2020. Dvě mláďata přišla na svět i v dubnu 2020.
Tento druh je k vidění u expozice lachtanů v dolní části zoo.
Zoo Praha vede monitoring tohoto druhu v rámci chovů Evropské asociace zoologických zahrad a akvárií (EAZA).